# Ton de Leeuw
Antonius Wilhelmus Adrianus (Ton) de Leeuw (født 16. november 1926 i Rotterdam, Holland – død 31. maj 1996 i Paris, Frankrig) var en hollandsk komponist og professor.
De Leeuw er mest kendt for sit arbejde med mikrotonalitet. Han studerede hos Olivier Messiaen , og var inspireret af Bela Bartok. 
Han var professor i komposition og elektronisk musik på Sweelinck konservatoriet i Amsterdam, fra 1959 til 1986. Han har bl.a. undervist Tristan Keuris og Brian Ferneyhough.
De Leeuw har studeret musik Etnologi i begyndelsen af 1950´erne, og har rejst hele Verden rundt for at studere forskellige kulturer og folkeslag, og deres musik, og inkorporere disse indtryk og inspirationer i sin musik.

## Udvalgte værker
- "Symfonier for blæsere" (1963) - for blæserorkester
- "Gending" (1996) – for gameleonsk orkester
- Antigone (1990-1991) - opera
- "Sorgmusik" "Til minde om Willem Pijper" (1948) - for orkester